# Kentoverse
Kentoverse è l'undicesimo album in studio di Kento Masuda, pubblicato il 21 dicembre 2021, attraverso la sua etichetta discografica Kent On Music, Inc. L'album è composto da cinque tracce ed è stato prodotto dallo stesso Kento Masuda in collaborazione con Gary Vandy.
Le tracce presenti su Kentoverse sono state inizialmente registrate nello studio di Kento Masuda a Tokyo, in Giappone e successivamente mixate e masterizzate dal co-produttore Gary Vandy a Miami, negli Stati Uniti.
Kentoverse è un progetto musicale in cui Masuda ha tratto ispirazione dall'esperienza della pandemia. Trascende le tradizionali classificazioni di genere fondendo perfettamente elementi di musica classica, ambient e contemporanea.
Uno degli aspetti degni di nota dell'album Kentoverse è l'inclusione di composizioni commissionate ispirate a vari temi. Ciò include una composizione commissionata sul tema massonico del Grande Architetto dell'Universo, nonché una marcia reale creata per la Casa di Rurikovich.
Oltre ad altre collaborazioni e spettacoli musicali, Kento Masuda ha stretto un partenariato di collaborazione con la Fondazione europea per il sostegno della cultura in Europa. Come parte di questa collaborazione, si esibirà in una serie di spettacoli dal vivo con composizioni tratte da questo ultimo album, Kentoverse.

## Tracce
1. Great Architect of the Universe – 12:42
2. Integrity – 4:54
3. Godsend Rondo Verse – 15:22
4. Rurikovich March Era of Resurrection – 5:12
5. K11 – 4:53

## Formazione
- Kento Masuda – compositore, pianoforte, tastiere, sintetizzatore, produzione
- Gary Vandy – mixaggio, mastering, produzione

## Premi e nomination
| Anno | Premio                                 | Opera nominata  | Categoria                       | Risultato       |
| ---- | -------------------------------------- | --------------- | ------------------------------- | --------------- |
| 2017 | Accolade Global Film Competition       | "Godsend Rondo" | Arti/Cultura/Performance/Giochi | Vincitore/trice |
| 2017 | Best Shorts Competition                | "Godsend Rondo" | Arti/Cultura/Performance/Giochi | Vincitore/trice |
| 2017 | Los Angeles Film Awards                | "Godsend Rondo" | Video musicale                  | Vincitore/trice |
| 2017 | Festigious International Film Festival | "Godsend Rondo" | Video musicale                  | Vincitore/trice |
| 2017 | Top Shorts Film Festival               | "Godsend Rondo" | Video musicale                  | Vincitore/trice |
| 2017 | New York Film Awards                   | "Godsend Rondo" | Video musicale                  | Vincitore/trice |
| 2017 | Actors Awards Los Angeles              | "Godsend Rondo" | Video musicale                  | Vincitore/trice |